# Masae Ueno
Masae Ueno, född den 17 januari 1979 i Asahikawa, Japan, är en japansk judoutövare.
Hon tog OS-guld i damernas mellanvikt i samband med de olympiska judotävlingarna 2004 i Aten.
Hon tog OS-guld igen i samma gren i samband med de olympiska judotävlingarna 2008 i Peking.